# Szczuczarz (jezioro)
Szczuczarz (Zamieć) – jezioro położone niedaleko miejscowości Szczuczarz w województwie zachodniopomorskim, w powiecie wałeckim, w gminie Człopa, tuż przy drodze krajowej nr 22, na południowy zachód od Człopy.

## Dane morfometryczne
Powierzchnia ogólna zbiornika wynosi 149,13 ha, w tym lustra wody 136,13 ha. Długość wynosi 3025 m, szerokość maksymalna 1750 m, zaś średnia 500 m, długość obrzeża 10625 m. Głębokość maksymalna 17,4 m, zaś średnia 6,3 m. 

## Charakterystyka
Jezioro swym kształtem przypomina monstrualnej wielkości ptaka z rozłożonymi do lotu skrzydłami. Jego linia brzegowa jest bardzo urozmaicona, nieregularna. Największa szerokość „skrzydła” znajduje się w części północno-zachodniej, wydłużenie zaś w południowo-wschodniej. Cały zaś akwen położony jest w kierunku północno-południowym. Teren wokół jeziora jest zalesiony drzewami liściastymi i iglastymi. Drzewa i krzewy miejscami wdzierają się w toń wody, tworząc maleńkie półwysepki i wysepki.
Roślinność wodna jest słabo rozwinięta. Reprezentują ją: trzcina pospolita, sitowie, skrzyp, moczarka kanadyjska, grążel żółty i grzybień biały. Dno zbiornika jest głównie twarde: piaszczyste oraz piaszczysto-żwirowe i bardzo urozmaicone. Na całym akwenie dość licznie występują podwodne górki i półki. Jest też duża, o powierzchni 1 ha, niezagospodarowana wyspa porośnięta lasem.
Jezioro odwadnia niewielki ciek, poprzez który Szczuczarz łączy się z jeziorem Przesieki II. Przy odpływie wykształciło się trzęsawisko.
Pod względem rybackim jezioro zakwalifikowano do typu leszczowego. Występują tam m.in.: sielawa, węgorz, szczupak, leszcz, płoć. W zacisznych zatoczkach można trafić na okazy karpi i linów.

## Bibliografia

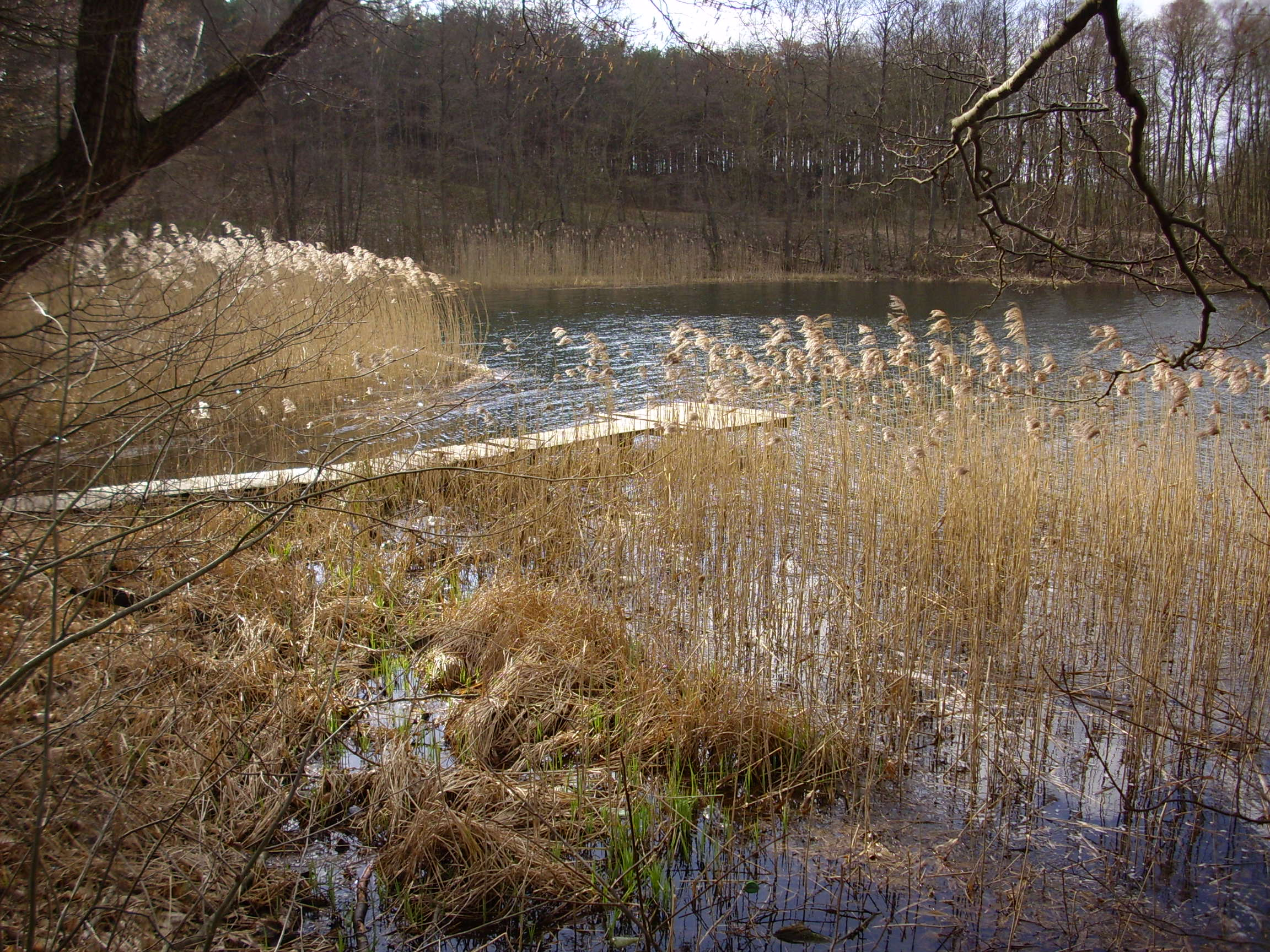
Jedna z zatoczek jeziora z pomostem do wędkowania